# Oh No! More Lemmings!
Oh No! More Lemmings! è un'espansione del videogioco rompicapo Lemmings, creato originariamente per Amiga nel 1991 dalla software house DMA Design e pubblicato dalla Psygnosis. Nel 1991-1994 l'espansione uscì per Amiga, Acorn Archimedes, Atari ST, Mac OS, MS-DOS e SAM Coupé. Versioni più tarde per Windows 95, PlayStation e Game Boy Color uscirono solo come raccolta Lemmings & Oh No! More Lemmings, comprensiva anche del gioco originale. Il videogioco non è da considerarsi un vero seguito (lo è invece Lemmings 2: The Tribes). Il videogioco richiede il disco di installazione del gioco originale, e il manuale include un metodo di protezione contro la copia pirata.
L'espansione aggiunge 100 livelli per singolo giocatore e sei nuove tracce audio (la versione Amiga aggiunge anche 10 livelli per due giocatori). I nuovi livelli sono raccolti in cinque categorie separate (Tame, Crazy, Wild, Wicked, e Havoc), ognuna divisa in venti livelli. A differenza del gioco originale non vi sono livelli legati ai precedenti videogiochi Psygnosis. In un livello chiamato SUPERLEMMING il tempo è molto accelerato. Inoltre a differenza dell'originale Lemmings i livelli sono unici, e non ci sono livelli doppioni nelle varie categorie.